# 廣坂愛
廣坂 愛（ひろさか あい、7月5日 - ）は、日本の女性声優。福島県出身。以前は元氣プロジェクト、プロダクション・エースに所属していた。プロダクション・エース演技研究所出身。
2012年3月31日をもって声優業の無期限の休業に入った。

## 出演

### テレビアニメ
- R-15（2011年、神楽舞）
- 日常（2011年、関口ユリア[2]）

### ゲーム
- 日常〈宇宙人〉（2011年、関口ユリア[3]）

### ラジオ
- あっ!とおどろく放送局 夜遊びメールバトル木曜 アシスタントパーソナリティ
- 純子と涼のアシタヘストライク!F ニュースヘッドライン
- 白石稔のガチ無知ラジオ

### ナレーション
- 旅ちゃんガイド 旅ちゃんねる

### ボイスオーバー
- Lost World 第21回（イヴォンヌ、ミシェル）

### ドラマCD
- ときめきメモリアル Only Love（友人1）
- 女教師（滝沢遥）
- Chome Shelled REGIOS Character Songs - The First Session -＜前編＞（レイ）
- Chome Shelled REGIOS Character Songs - The Second Session -＜後編＞（レイ）

### CD
- 純子と涼のアシタヘストライク テーマソング コーラス参加

### 舞台
- 藤川流40周年記念特別公演「ソーラン節」
- 怪奇探偵丑三進ノ助～推して参る～（蛇沼）

### モデル
- AKIBAスペース6.0 ホームページモデル

### ライブ
- AMG MUSIC　サマーライブ

### イベント
- アニ★ゆめセカンドシーズン

### 主題歌
- ねこばん エンディングテーマ曲「ふたりぼっち」